# NGC 3462
NGC 3462 (również PGC 32822 lub UGC 6034) – galaktyka soczewkowata (S0), znajdująca się w gwiazdozbiorze Lwa. Odkrył ją William Herschel 23 stycznia 1784 roku.
W galaktyce tej zaobserwowano supernową SN 2012cy.